# Princess Lover!
Princess Lover! (яп. プリンセス ラバー!, укр. Улюбленець принцес!) — японська візуальна новела, автор — Ricotta. Уперше випущена як доросла гра для ПК, 27 червня 2008 р., в обмеженому та регулярному виданнях, за ними вийшов реліз для PlayStation 2, 28 січня 2010 р., Геймплей у Princess Lover! побудований у вигляді лінійної сюжетної лінії, яка пропонує заздалегідь визначений сценарій та варіанти взаємодії з ним. Сюжет фокусується на чотирьох привабливих жіночих персонажах, які є головними героїнями.
Princess Lover! отримав кілька інших адаптацій: гра вперше адаптована у три ранобе, написані Utsusemi і проілюстровані Х'юмою Кіцуні, пізніше слідують дві адаптації манги, аніме-серіал виробництва студії GoHands транслювався в Японії з 5 липня по 20 вересня 2009-го. Інтернет-радіо шоу створено з метою сприяння аніме-адаптації, розпочало своє мовлення 3 липня 2009 р. 24 вересня 2010 випущені дві хентайні OVA за сюжетом Princess Lover!.

## Сюжет
Батьки старшокласника Теппея Кобаясі загинули в автокатастрофі. З родичів залишився лише дід, про якого в сім'ї переважно мовчали. Воно й не дивно, бо Ісін Аріма, дід по матері, міцно тримає важелі японської економіки, будучи одним зі світових фінансових магнатів. Мати Теппея вийшла заміж проти волі батька, Ісін змирився з рішенням дочки і не втручався в життя її родини. З зятя спадкоємця не вийшло, тому треба готувати його з онука, тим паче Теппей виріс далеко від великих грошей, він не плейбой чи теплична рослина, а звичайний нормальний міцний хлопець.
Проте спочатку кандидата в спадкоємці треба перевірити і навчити, Ісін переводить онука в академію, де навчаються діти непростих людей, аристократів, багатіїв та мегамагнатів (нащадки європейських монархів, діти парламентаріїв тощо). Чесний, відвертий і справедливий простий хлопець, який приніс у світське життя струмінь свіжого повітря, моментально стає центром уваги перших красуні академії — витончена принцеса Шарлотта, «лицар у спідниці» принцеса Сільвія та «принцеса моди» супермодель Сейко й особиста служниця Ю.

## Персонажі

### Головні
- Теппей Аріма (яп. 有馬 哲平)

Центральний чоловічий персонаж. До подій серіалу Теппей був сином щасливої родини, батько якого володів магазином локшини. Проте повертаючись зі школи одного дня він дізнається, що його батьки загинули в автокатастрофі. Теппея всиновив дід по матері, Ісін Аріма, який є власником Фінансового комбінату «Аріма», дуже багатої та потужної корпорації Японії. Ісін на світському вечорі на всю залу при високоповажних гостях оголошує, що Теппей стане наступником Arima і тому направляє його до найпрестижнішої приватної школи Японії. Він також хороший фехтувальник і володіє різними стилями битви.
- Шарлотта Хейзелрінк (яп. シャルロット＝ヘイゼルリンク)

Одна з чотирьох головних героїнь серіалу. Шарлотта — принцеса князівства Хейзелрінк, найперша, кого зустрів Теппей, рятуючи її під час інциденту з головорізами. Любить дражнити Теппея та весела дівчина від природи. Крім цього, закохана в нього і просить хлопця ніколи не забувати про неї в аніме. Має великі груди, які привертають увагу Теппея. Подруга дитинства Сільвії ван Хосен і трохи заздрить тому, що не її призначили на роль нареченої та майбутньої дружини Теппея. У неї є дворецький, який грає роль запеклого захисника, він постійно намагається боронити свою пані від небезпек. Шарлотта має нареченого в аніме, попри це дівчина не хоче відмовитися від Теппея.
- Сільвія ван Хосен (яп. シルヴィア＝ファン・ホッセン)

Одна з чотирьох головних героїнь серіалу. Сільвія — аристократка з фламандського князівства Східної Європи. Наречена Аріми Теппея і його спаринг-партнер. Дуже досвідчена у фехтуванні, насолоджується своїми поєдинками з Арімою. Спочатку тримає деяку відстань з Теппеєм, намагаючись зрозуміти його. Старша з двох дочок Вінсента ван Хосена, голови сім'ї ван Хосен. Марія, її молодша сестра, також хоче вийти заміж за Теппея. Сільвія — найкраща подруга Шарлотти, принцеси Хейзелрінк. Капітан фламандської військової частини Вершники.
Загалом вона дівчина з жорстким характером з високими моральними стандартами і має тенденцію використовувати їх на Теппеї, їй важко висловити власні почуття щодо нього, воліє діяти, ніж говорити. Сильно любила свою покійну матір, але не змогла плакати на її похороні. Її почуття до Теппея аналогічні тим, які вона має у пам'яті щодо своєї матері. У той час, як вона виросла фламандкою, вона не провела більшу частину свого зрілого життя у цій країні, відвідує школу в Японії. Сільві зазвичай домінує над Теппеєм Teppei під час поєдинку. У 9-му епізоді зізнається Сейці, що вона не могла зрозуміти її почуття до Теппея. В 11-му епізоді показує свої справжні почуття до нього поцілунком.
Персонаж зовнішньо схожий на Сейбер з аніме Fate/stay night.
- Сейка Хьодзьоін (яп. 鳳条院 聖華)

Одна з чотирьох головних героїнь серіалу. Дочка сім'ї Хьодзьоін, чия компанія є суперником «Аріми». Спочатку їй не подобався Теппей, коли той вперше прибув до академії Шуно, і вона його мало не зненавиділа. Президент Соціального клубу, залишає за собою право вирішувати на вступ туди тільки тим студентам, які, як вважає, відповідають критеріям вступу та мають право на членство. Поза школою є популярною моделлю і однією з найобдарованіших молодих модельєрів у всій Японії. Попри свій внутрішній опір, вона повільно закохується у хлопця. Сейка має імпульсивний і досить важкий характер. Однак, вона, не знаючи, як буде реагувати Теппей, починає стримувати свої емоції, її поведінка стає м'якішою.
- Ю Фудзікура (яп. 藤倉 優)

Молода дівчина-покоївка сім'ї Аріма, яка допомагає Теппею порадами. Була в дитячому будинку з раннього віку, допоки Ісін Аріма не взяв її до себе. Поклялася служити сім'ї Аріма, щоб віддячити за це. Вважає честю бути призначеною як покоївка Теппею, наступному спадкоємцю фінансової групи Arima. Ю — експерт у комп'ютерах, може друкувати і працювати з майже надлюдською швидкістю. Думає про Ісіна Аріму як батька і має ніжні почуття до Теппея, але відчуває, що вона занадто низька у соціальному класі, щоб бути з ним. Теппей порівнює Ю зі своєю матір'ю.

## Адаптації

### Манґа
Існує дві мангові адаптації, засновані на Princess Lover!. Перша манга ілюстрована японською художницею Наоха Югі, яка випускалася Media Factory Mobile! для мобільних телефонів 20 березня 2009. Друга манга випускалася Kill Time Communication у Comic Valkyrie.

### Аніме
Аніме-адаптація Princess Lover! уперше анонсована у березні 2009 р. на офіційному сайті. Продюсер аніме — GoHands, режисер — Хіноміцу Канадзава, сценарист — Макото Накамура. Відео для публічного показу демонструвалося в Акіхабарі 21 червня 2009 р. Трансляція почалася у ТБ-ефірі Японії 5 липня 2009 р. на Chiba TV і TV Kanagawa, закінчилася 20 вересня 2009 р. Вони також випустили версію без цензури в розділі вебтрансляції.
24 вересня 2010 р. випущені дві OVA Princess Lover! студії Hoods Entertainment під назвою «Публічні вороги» (англ. Public Enemies)". У головній ролі — персонаж Сільвія, хентайні OVA містять різні еротичні сцени.